# Этлис, Гастон
Гастон Ариэль Этлис (исп. Gastón Ariel Etlis; родился 4 ноября 1974 года в Буэнос-Айресе, Аргентина) — аргентинский профессиональный теннисист; полуфиналист двух турниров Большого шлема в парном разряде (Открытый чемпионат Австралии-2003, -2004); победитель четырёх турниров ATP в парном разряде.

## Общая информация
Начал играть в теннис в девять лет.

## Спортивная карьера
В 1992 году Этлис смог выйти в финал престижного юниорскогоOrange Bowl. Профессиональную карьеру он начал в 1993 году. В марте 1994 года Гастон впервые сыграл в основной сетке одиночных соревнований АТП-тура, пройдя через квалификацию на турнир в Майами. В августе 1995 года он вышел в четвертьфинал турнира в Праге. В январе 1996 года, пройдя три раунда квалификации на Открытом чемпионате Австралии, Этлис впервые сыграл в основном розыгрыше турнира серии Большого шлема. В августе аргентинец принял участие на Олимпийских играх в Атланте, где проиграл в первом же раунде Уэйну Феррейре. В сентябре того же года он единственный раз выступил за сборную Аргентины в Кубке Дэвиса, сыграв два матча в противостоянии с Мексикой. В начале 1997 года Этлис смог выйти в четвертьфинал турнира в Загребе. В марте, начав с квалификации, он смог пройти в четвёртый раунд на турнире серии Мастерс в Майами.
В сентябре 1998 года Гастон сыграл в 1/4 финала на турнире в Ташкенте. В мае 2000 года он достигает самой высокой в карьере позиции в одиночном рейтинге — 114-е место. В январе 2002 года на Открытом чемпионате Австралии Этлис смог дойти до финала в миксте в партнёрстве с Паолой Суарес. В матче за приз Большого шлема их аргентинский дуэт проиграл паре Даниэла Гантухова и Кевин Ульетт со счётом 3-6, 2-6. В феврале 2002 года Этлис выиграл дебютный титул АТП, взяв его в парном разряде на турнире в Винья-дель-Маре в партнёрстве с Мартином Родригесом. Через неделю они выиграли ещё один парный приз на турнире в Буэнос-Айресе. В мае 2002 года Этлис в составе команды Аргентины победил на неофициальном Командном Кубке мира. В сентябре он смог выйти в четвертьфинал турнира в Коста-ду-Сауипе в одиночном разряде. В январе 2003 года Родригес и Этлис смогли хорошо выступить на Открытом чемпионате Австралии, сумев дойти до полуфинала парных соревнований. На Открытом чемпионате Франции их дуэт смог выйти в том сезоне в четвертьфинал. В сентябре Этлис впервые в карьере вышел в полуфинал турнира АТП в одиночном разряде на соревнованиях в Коста-ду-Сауипе. Родригес и Этлис в концовке сезона 2003 года выступили на Итоговом парном турнире и смогли там дойти до полуфинала.
На Открытом чемпионате Австралии 2004 года Родригес и Этлис второй год подряд смогли выйти в полуфинал парных соревнований. В феврале Этлис впервые поднялся в Топ-20 мирового парного рейтинга. В апреле Родригес и Этлис выиграли турнир в Валенсии, а также дошли до финала турнира серии Мастерс в Монте-Карло. На Открытом чемпионате Франции аргентинская пара смогла второй год подряд выйти в четвертьфинал. В августе Родригес и Этлис выступили на Олимпийских играх в Афинах, но проиграли во втором раунде чемпионам той Олимпиады Фернандо Гонсалесу и Николасу Массу. Осенью аргентинский дуэт трижды доходил до финала на турнирах АТП и, благодаря этому, Этлис в парном рейтинге смог достичь 17-й строчки — наивысшей в его карьере. Родригес и Этлис отобрались второй год подряд на Итоговый турнир, но проиграли в нём все три матча на групповой стадии. Четвёртую победу на турнирах АТП Этлис одержал в паре с Родригесом в августе 2005 года на турнире в Нью-Хэйвене. 2005 год стал последним полноценным сезоном в карьере аргентинца. После этого он периодически выступал в 2006, 2009 и 2012 годах.

## Рейтинг на конец года
| Год  | Одиночный рейтинг | Парный рейтинг |
| 2009 |                   | 1 127          |
| 2006 |                   | 185            |
| 2005 | 1 497             | 34             |
| 2004 | 1 349             | 19             |
| 2003 | 227               | 21             |
| 2002 | 226               | 26             |
| 2001 | 162               | 56             |
| 2000 | 168               | 70             |
| 1999 | 136               | 126            |
| 1998 | 153               | 198            |
| 1997 | 132               | 253            |
| 1996 | 197               | 300            |
| 1995 | 133               | 217            |
| 1994 | 207               | 203            |
| 1993 | 242               | 232            |
| 1992 | 536               | 408            |

## Выступления на турнирах

### Финалы турнировATPв парном разряде (14)

#### Победы (4)
| Легенда                    |
| -------------------------- |
| Турниры Большого шлема (0) |
| Кубок Masters (0)          |
| ATP Masters (0)            |
| ATP International Gold (0) |
| ATP International (0+4*)   |

| Титулы по покрытиям | Титулы по месту проведения матчей турнира |
| ------------------- | ----------------------------------------- |
| Хард (0+1*)         | Зал (0)                                   |
| Грунт (0+3)         | Зал (0)                                   |
| Трава (0)           | Открытый воздух (0+4)                     |
| Ковёр (0)           | Открытый воздух (0+4)                     |

* количество побед в одиночном разряде + количество побед в парном разряде.
| №  | Дата            | Турнир                  | Покрытие | Партнёр         | Соперники в финале           | Счёт           |
| 1. | 17 февраля 2002 | Винья-дель-Мар, Чили    | Грунт    | Мартин Родригес | Лукас Арнольд Кер Луис Лобо  | 6-3 6-4        |
| 2. | 24 февраля 2002 | Буэнос-Айрес, Аргентина | Грунт    | Мартин Родригес | Симон Аспелин Эндрю Кратцман | 3-6 6-3 [10-4] |
| 3. | 18 апреля 2004  | Валенсия, Испания       | Грунт    | Мартин Родригес | Марк Лопес Фелисиано Лопес   | 7-5 7-6(5)     |
| 4. | 28 августа 2005 | Нью-Хэйвен, США         | Хард     | Мартин Родригес | Раджив Рам Бобби Рейнольдс   | 6-4 6-3        |

#### Поражения (10)
| №   | Дата             | Турнир                    | Покрытие | Партнёр           | Соперники в финале            | Счёт              |
| 1.  | 28 февраля 2000  | Мехико, Мексика           | Грунт    | Мартин Родригес   | Байрон Блэк Дональд Джонсон   | 3-6 5-7           |
| 2.  | 30 июля 2000     | Сан-Марино                | Грунт    | Джек Уэйт         | Леош Фридль Томаш Цибулец     | 6-7(1) 5-7        |
| 3.  | 16 сентября 2001 | Коста-ду-Сауипе, Бразилия | Хард     | Брент Хейгарт     | Энцо Артони Даниэль Мело      | 6-3 1-6 6-7(5)    |
| 4.  | 28 апреля 2002   | Барселона, Испания        | Грунт    | Лукас Арнольд Кер | Даниэль Вацек Майкл Хилл      | 4-6 4-6           |
| 5.  | 21 июля 2002     | Штутгарт, Германия        | Грунт    | Дэвид Адамс       | Джошуа Игл Давид Рикл         | 3-6 4-6           |
| 6.  | 25 апреля 2004   | Монте-Карло, Монако       | Грунт    | Мартин Родригес   | Ненад Зимонич Тим Хенмен      | 5-7 2-6           |
| 7.  | 19 сентября 2004 | Делрей-Бич, США           | Хард     | Мартин Родригес   | Леандер Паес Радек Штепанек   | 0-6 3-6           |
| 8.  | 3 октября 2004   | Палермо, Италия           | Грунт    | Мартин Родригес   | Лукас Арнольд Кер Мариано Худ | 5-7 2-6           |
| 9.  | 17 октября 2004  | Вена, Австрия             | Хард(i)  | Мартин Родригес   | Мартин Дамм Цирил Сук         | 7-6(4) 4-6 6-7(4) |
| 10. | 6 февраля 2005   | Винья-дель-Мар, Чили      | Грунт    | Мартин Родригес   | Сантьяго Вентура Давид Феррер | 3-6 4-6           |

### Финалы турниров Большого Шлема в смешанном парном разряде (1)

#### Поражения (1)
| №  | Год  | Турнир                       | Покрытие | Партнёр      | Соперники в финале             | Счёт    |
| 2. | 2002 | Открытый чемпионат Австралии | Хард     | Паола Суарес | Даниэла Гантухова Кевин Ульетт | 3-6 2-6 |

### Финалы командных турниров (1)

#### Победы (1)
| №  | Год  | Турнир               | Команда                                                     | Соперник в финале                              | Счёт |
| 1. | 2002 | Командный Кубок мира | Аргентина · Х. Акасусо, Л. Арнольд Кер, Г. Каньяс, Г. Этлис | Россия · Е. Кафельников, М. Сафин, А. Черкасов | 3-0  |